# Dubník
Dubník (en hongrois : Csúz) est une commune du district de Nové Zámky, dans la région de Nitra, en Slovaquie.

## Histoire
La première mention écrite du village date de 1075.

## Démographie

### Évolution de la population
| Année:               | 1994. | 2004.   | 2014.   | 2024.   |
| -------------------- | ----- | ------- | ------- | ------- |
| Nombre de personnes: | 1779  | 1762    | 1655    | 1520    |
| Différence:          |       | -0,95 % | -6,07 % | -8,15 % |

| Année:               | 2023. | 2024.   |
| -------------------- | ----- | ------- |
| Nombre de personnes: | 1538  | 1520    |
| Différence:          |       | -1,17 % |